# Red TDT
La Red Nacional de Organismos Civiles de Derechos Humanos «Todos los Derechos para Todas y Todos» o Red TDT es una asociación de organizaciones defensoras de derechos humanos de México. Agrupa a 84 organizaciones en 23 estados de su país. Cuenta con una secretaría ejecutiva con sede en la Ciudad de México.

## Historia
La Red TDT nació un contexto de escasas organizaciones de derechos humanos en México y de un régimen autoritario por un gobierno de partido único, el del Partido Revolucionario Institucional (PRI) encabezado por Carlos Salinas de Gortari. Hacia finales de los años 90 las organizaciones de derechos humanos nacidas en un entorno eclesiástico/de base como el Centro de Derechos Humanos Miguel Agustín Pro Juárez  y el Centro de Derechos Humanos Fray Francisco de Vitoria encabezaban un movimiento de defensa de derechos humanos ante el gobierno, caracterizando el entorno antidemocrático que se vivía, particularmente en la persecución del gobierno hacia simpatizantes del Partido de la Revolución Democrática (PRD) tras los resultados fraudulentos de las elecciones de 1988. En 1989 los resultados de un análisis del contexto violatorio de derechos fueron presentados en un Informe entregado a la Secretaría de Gobernación, y retomado por la revista Proceso. El impacto del Informe y la nota de Proceso en la sociedad y el gobierno llevaron a que organizaciones defensoras buscaran a las organizaciones que hicieron del informe en búsqueda de asesoría, apoyo y trabajo común. Dicho impulso llevó a la búsqueda de la conformación de una red nacional, misma que fue constituida en 1991 contando con 20 organizaciones activas fundadoras.
Entre los temas que logró visibilizar la Red TDT en sus inicios están la garantía de derechos fundamentales como el derecho a la vida, crear una agenda contra la represión y formar estrategias políticas en la defensa de los derechos humanos de las personas. Entre 1991 y 1993 realizaría sus primeras tres campañas, la primera sobre la actuación arbitraria de las policías en México y la brutalidad policiaca; en 1992 se trabajaría por la libertad de presos políticos indígenas y en 1993 una campaña pública contra los altísimos niveles de impunidad. La red colaboró en la apertura de diálogos entre organizaciones defensoras mexicanas y organismos como la Organización de las Naciones Unidas, la Comisión Interamericana de Derechos Humanos y la Organización de los Estados Americanos.

## Premios y reconocimientos
- Premio de Derechos Humanos Rey de España, 2013[1]

## Organizaciones integrantes

### Región Centro
- Agenda LGBT
- Comité de Derechos Humanos Ajusco
- Asistencia Legal por los Derechos Humanos (Asilegal)
- Católicas por el Derecho a Decidir
- Centro de Apoyo al Trabajador
- Centro Mexicano de Derecho Ambiental
- Centro de los Derechos del Migrante
- Comité de Derechos Humanos “Sierra Norte de Veracruz”
- Colectivo Contra la Tortura y la Impunidad
- Comité Cerezo
- El Caracol A.C.
- Estancia González Martínez
- Centro “Fray Julián Garcés” Derechos Humanos y Desarrollo Local
- Instituto Mexicano de Derechos Humanos y Democracia
- Proyecto sobre Organización, Desarrollo, Educación e Investigación (PODER)
- PRODESC Proyecto de Derechos Económicos, Sociales y Culturales
- Centro de Derechos Humanos “Miguel Agustín Pro Juárez”
- Servicios de Inclusión Integral
- Comisión de Derechos Humanos y Laborales del Valle de Tehuacán
- Centro de Derechos Humanos Toaltepeyolo
- Comité Sergio Méndez Arceo Pro Derechos Humanos de Tulancingo
- Instituto de DDHH Ignacio Ellacuría S.J.(Programa Universitario de Derechos Humanos. Universidad Iberoamericana-Puebla)
- Centro de Derechos Humanos “Fray Francisco de Vitoria O.P.”
- Promoción y Defensa de los Derechos Económicos, Sociales y Culturales
- Fundación para la Justicia y el Estado Democrático de Derecho
- Comité Cristiano de Solidaridad Monseñor Romero
- Comité de Familiares de Detenidos Desaparecidos “Hasta Encontrarlos”
- Centro de Derechos Humanos Zeferino Ladrillero (CDHZL)
- Propuesta Cívica
- Asociación para la Defensa de los Derechos Ciudadanos “Miguel Hidalgo”
- Justicia, Derechos Humanos y Género,

### Región Norte
- Alianza Sierra Madre A.C
- Centro de Derechos Humanos de las Mujeres (Cedehm)
- Centro Diocesano para los Derechos Humanos “Fray Juan de Larios”
- Centro de Derechos Humanos “Juan Gerardi”
- Centro de Derechos Humanos Paso del Norte
- Centro Mujeres
- Comisión de Solidaridad y  Defensa de los Derechos  Humanos
- Bowerasa, A.C. “Haciendo Camino”. Fundación de Promoción Social de la Sierra Tarahumara
- Casa del Migrante de Saltillo
- Ciudadanía Lagunera por los Derechos Humanos, A. C. (CILADHAC)
- Frente Cívico Sinaloense
- Consultoría Técnica Comunitaria AC

### Región Occidente
- Centro de Reflexión y Acción Laboral (CEREAL-Guadalajara)
- Asociación Jalisciense de Apoyo a los Grupos Indígenas, A.C.  (AJAGI)
- Comité de Derechos Humanos de Colima, No Gubernamental, A. C. (CIDH)
- Respuesta Alternativa, A. C. Servicio de Derechos Humanos y Desarrollo Comunitario
- Programa Universitario de Derechos Humanos. UIA –León
- Comité de Derechos Humanos y Orientación Miguel Hidalgo, A. C.
- Instituto Mexicano para el Desarrollo Comunitario, A. C. (IMDEC)
- Programa Institucional de Derechos Humanos y Paz del Instituto Tecnológico y de Estudios Superiores de Occidente
- Centro de Justicia para la Paz y el Desarrollo A.C. (CEPAD)
- Vihas de Vida
- Red Solidaria de Derechos Humanos, A.C

### Región Sur
- Centro de Derechos Humanos de la Montaña, Tlachinollan,
- Centro Regional de Defensa de DDHH José María Morelos y Pavón
- Centro de Derechos Indígenas “Flor y Canto”
- Centro Regional de Derechos Humanos “Bartolomé Carrasco”
- Comisión Regional de Derechos Humanos “Mahatma Gandhi”
- Comité de Defensa Integral de Derechos Humanos Gobixha/ (Código DH)
- Kalli Luz Marina
- Tequio Jurídico
- Mujeres indígenas por la Conservación, Investigación y Aprovechamiento de los Recursos Naturales CIARENA